# Новий Тор'ял
Новий Тор'я́л (рос. Новый Торъял, марій. У Торъял) — селище міського типу, центр Новотор'яльського району Марій Ел, Росія. Адміністративний центр Новотор'яльського міського поселення.

## Населення
Населення — 6635 осіб (2010; 7266 у 2002).